# Кунгреа (Арђеш)
Кунгреа (рум. Cungrea) насеље је у Румунији у округу Арђеш у општини Чомађешти. Oпштина се налази на надморској висини од 347 m.

## Становништво
Према подацима из 2002. године у насељу је живело 209 становника, од којих су сви румунске националности.